# 特殊语言能力
特殊语言能力 (英语为：xenoglossy，来源于希腊语词汇 ξενογλωσσία - xenoglossia, 这个词由两部分组成：ξένος - xenos， 异族的 + γλώσσα - glossa， 意思是舌头、语言)是一种难以考证的超自然现象。是指某人能流利的讲一种他自己没有从自然的方法学习到接触到的语言。举个例子：一个人能熟练的讲德语，但是他从来没有学习过德语，也没有去过德国，并且也没有和讲德语的人交流过。

## 特殊语言能力与轮回
特殊语言能力曾被用来作为支持轮回说的依据。在轮回说中，在前世里习得的语言是对这种现象的唯一解释。科学界对陌生语言能力的研究很少，伊安·史蒂文森博士（Ian Stevenson）是一位对这一领域颇有研究的精神病学家，他做著名的著作是《二十案例示轮回》（Twenty Cases Suggestive of Reincarnation）。他有很少的一些可做参考的病历。在他的著作《有前世记忆的孩子：轮回的问题》（Children Who Remember Previous Lives: A Question of Reincarnation）中所做的注脚中，他列出了自己认为重要和可信的案例：
“斯瓦尔娜拉塔·米施拉（Swarnlatta Mishra）是一个出生在印度，并从出生都是和讲印地语的人在一起生活的女孩子。可是她却能唱孟加拉语的歌。印度西孟加拉邦伊塔楚纳学院（Itachuna College）的帕勒教授（Professor P. Pal）在史蒂文生博士后也对这一案例做了研究并记录下了一些歌曲。”
“乌塔拉·胡达尔（Uttara Huddar）是一位讲马拉地语（印度主要语言之一）的印度妇女，她生于1941年，在1974年，也就是33岁那年，由于皮肤病她开始接受治疗，在一种瑜伽训练后，她开始变成讲孟加拉语的人。”

## 特殊语言能力与催眠术
史蒂文森博士对绝大多数的催眠症状消退病历都持怀疑态度。但是他确实有两个可信的与陌生语言能力有关的病历。病历中，被催眠的人可以和别人用外语进行交谈而不是仅仅背诵外语单词。一个是简森（Jensen）（选自《特殊语言能力：报告和回顾》Xenoglossy: A Review and Report of a Case)，一位美国妇女，在其为内科医生的丈夫催眠后，开始形容自己是个瑞典农民并用瑞典语交谈。另一个例子是格蕾琴（Gretchen）（选自《未经学习的语言：特殊语言能力的新研究Unlearned Language: New Studies in Xenoglossy》，当她被她的丈夫，一个卫理公会教派的神父，给催眠后，就开始流利地说德语，并讲述一个德国小女孩的生活。史蒂文森博士会讲德语，和她进行了交流。

## 科学角度探讨特殊语言能力
从心理及辅导学角度来看，一个人的潜能可能会在其发生意外后被激发出来。

## 宗教中的特殊语言现象
新约记载特殊语言现象发生在五旬节。使徒行传描述了基督门徒们用非自然的语言在罗马全境传教，要到耶路撒冷去的人们都明白他们是在展示上帝的大能。这些要到圣城去的人中，包括了安息人（伊朗人）、犹太人、美索布达米亚的各族、埃及人、利比亚人、罗马人、埃兰人、亚细亚人等。使徒行传的作者称这种现象是外语能力（speaking in tongues），其余新约中的例子：使徒行传（10：46；19：6）、哥林多前书（12~14）。书中五旬节上发生的现象与现代被观测到的借圣灵之口有些不一样，在今天，一些宗教特殊语言现象如基督教派依旧在特定节日练习这种能力。

## 近期发生事件
2007年9月，英国佩尔森的一位18岁的捷克赛车手马捷·库斯（Matej Kus）因发生了事故伤到了脑袋，醒来后竟然能够讲流利的英语，流利程度是他以前绝对达不到的。
据队友介绍，马捷先前的英语水平让人不敢恭维，“说好听点，就会些皮毛”。
9日，在英国拉斯哥举办的赛车比赛中，马捷的车与另一辆赛车发生碰撞，马捷头部受到撞击陷入昏迷状态。“贝里克强盗”赛车队工作人员彼得·韦特14日对英国每日邮报记者讲述马捷苏醒后发生的奇迹。
韦特说：“我简直不能相信我所听到的。那的确是纯正英国口音的英语，没有任何方言。车祸一定让他脑子里东西的顺序掉了个儿。他才开始学习英语，很努力学习，想让别人明白他的意思。但他苏醒后，竟然用完美的英语与医护人员交谈。”
韦特还说，马捷醒来后对自己身处何方毫不知情，他甚至连自己是谁也不知道，也忘记自己是捷克人。“他说英语不再结结巴巴，这真令人难以置信。”韦特说
可惜不久后他的意外能力就消失了，他脑中也没有关于这段时刻的任何记忆。
2012年1月，马来西亚的一位17岁少女诺莱妮·依斯迈乘坐摩哆车遇上车祸后，竟然说起以前所不会的华语，其使用的马来语也从带有吉兰丹口音转为带有华人口音，并且其性格及饮食习惯也改变了。